# Боумен, Луиза Мори
Луиза Мори Боумен (англ. Louise Morey Bowman; 17 января 1882, Шербрук, Квебек, Канада — 28 сентября 1944, Монреаль, Квебек, Канада) — канадская поэтесса, представительница имажинистов.

## Биография
Дочь успешного банкира и знатока искусства. Выросла в культурной, комфортной обстановке в Шербруке. Обучалась у частных репетиторов.
Отправилась в США, где специализировалась в области литературы, занималась игрой на скрипке, позже путешествовала по Европе. В 27 лет вышла замуж за инженера-электрика из Шотландии и переехала в Торонто.
Умерла в результате осложнений после операции 28 сентября 1944 года в Монреале.

## Творчество
Дебютировала в 1913 году.
Автор сборников стихов «Лунный свет и ясный день» (192), «Узоры сна». Предпочитала белый стих и vers libre, хотя владела и строгой рифмой. Рядом с крупными поэмами Л. Боумен создала ряд лаконичных однострофных стихотворений, характерных для англо-американской школы имажинистов.

## Награды
- Award for «Dream Tapestries»;
- Blindman Prize (Quebec Government, 1922);
- Award for «Dream Tapestries» ;
- Prix David (Quebec Government, 1925)